# Bouteille de gaz
Pour les articles homonymes, voir Bouteille (homonymie), Bonbonne et Gaz (homonymie).
 (mai 2024).
- Si vous ne connaissez pas le sujet, laissez ce bandeau (vous pouvez alors contacter les auteurs).
- Si vous supprimez le contenu mis en cause (vous pouvez préalablement contacter les auteurs),

argumentez précisément cette suppression dans la page de discussion
(un manque de référence n'est pas un argument ; une recherche réelle de référence doit avoir été effectuée, être formellement documentée).

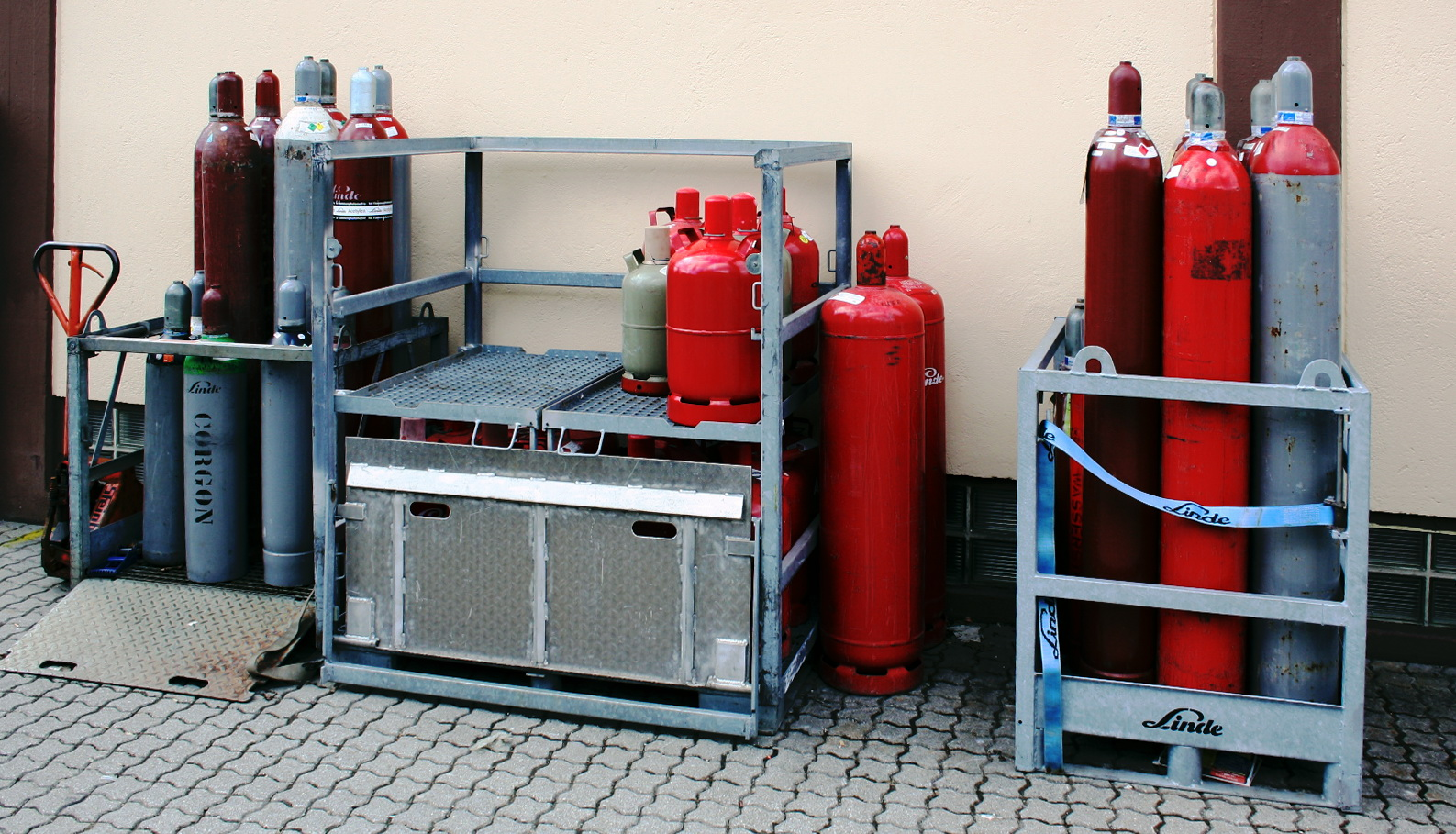
Dispositif de stockage et de transport de bouteilles

Une bouteille de gaz ou bonbonne de gaz ou bouteille sous pression est un récipient ou réservoir sous pression, métallique ou en matériau composite, pour l'alléger, de forme cylindrique, plus ou moins allongé, conçu pour contenir un gaz à une pression nettement différente de la pression ambiante.

## Histoire
En 1870, le gaz dit portatif comprimé, transporté dans la circulation à Paris et dans les communes suburbaines, est uniquement fourni par la distillation d'un schiste bitumineux appelé boghead et exploité en Écosse. Le gaz, est comprimé à douze atmosphères dans des cylindres en tôle qui peuvent distribuer le gaz par l'intermédiaire de régulateurs spéciaux. On le verse par simple différence de pression dans des gazomètres à cloches établis chez les consommateurs. C'est un ancêtre des réservoirs sous pression et autres bouteilles de gaz.

## Réglementation
Ces bouteilles sont utilisées pour le transport de gaz et sont soumises à la norme européenne EN 1089-3 qui fixe depuis 2006 la signalisation des bouteilles en fonction de leur contenu. Une couleur spécifique est attribuée à chaque gaz, couleur visible sur l'ogive des bouteilles, c'est-à-dire la partie supérieure de la bouteille de gaz. Les mélanges de gaz sont désignés par une couleur indiquant leur niveau de danger et non leur contenu. Les gaz respirables possèdent une signalisation particulière : une bande de couleur horizontale faisant le tour de la bouteille de gaz. Les gaz de pétrole (GPL) ne sont pas concernés par cette norme.
Les couleurs sont définies à partir du nuancier RAL.
| Gaz pur                      | Couleur | Code de couleur RAL          |
| ---------------------------- | ------- | ---------------------------- |
| Acétylène                    |         | RAL 3009 marron              |
| Argon                        |         | RAL 6001 vert foncé          |
| Diazote                      |         | RAL 9005 noir                |
| Dioxyde de carbone           |         | RAL 7037 gris                |
| Dioxygène                    |         | RAL 9010 blanc               |
| Hélium                       |         | RAL 8008 brun                |
| Dihydrogène                  |         | RAL 3000 rouge               |
| Krypton                      |         | RAL 6018 vert                |
| Méthane                      |         | RAL 3000 rouge               |
| Néon                         |         | RAL 6018 vert                |
| Protoxyde d'azote            |         | RAL 5010 bleu                |
| Xénon                        |         | RAL 6018 vert                |
| Autre gaz pur                |         | RAL 1018 jaune               |
| Air                          |         | RAL 9010 blanc/RAL 9005 noir |
| Air                          |         | RAL 9010 blanc/RAL 9005 noir |
| Hélium/Dioxygène             |         | RAL 9010 blanc/RAL 8008 brun |
| Hélium/Dioxygène             |         | RAL 9010 blanc/RAL 8008 brun |
| Dioxyde de carbone/Dioxygène |         | RAL 9010 blanc/RAL 7037 gris |
| Dioxyde de carbone/Dioxygène |         | RAL 9010 blanc/RAL 7037 gris |
| Mélange de gaz inerte        |         | RAL 6018 vert                |
| Mélange de gaz oxydant       |         | RAL 5012 bleu clair          |
| Mélange de gaz combustible   |         | RAL 3000 rouge               |
| Mélange de gaz toxique       |         | RAL 1018 jaune               |

## Capacités

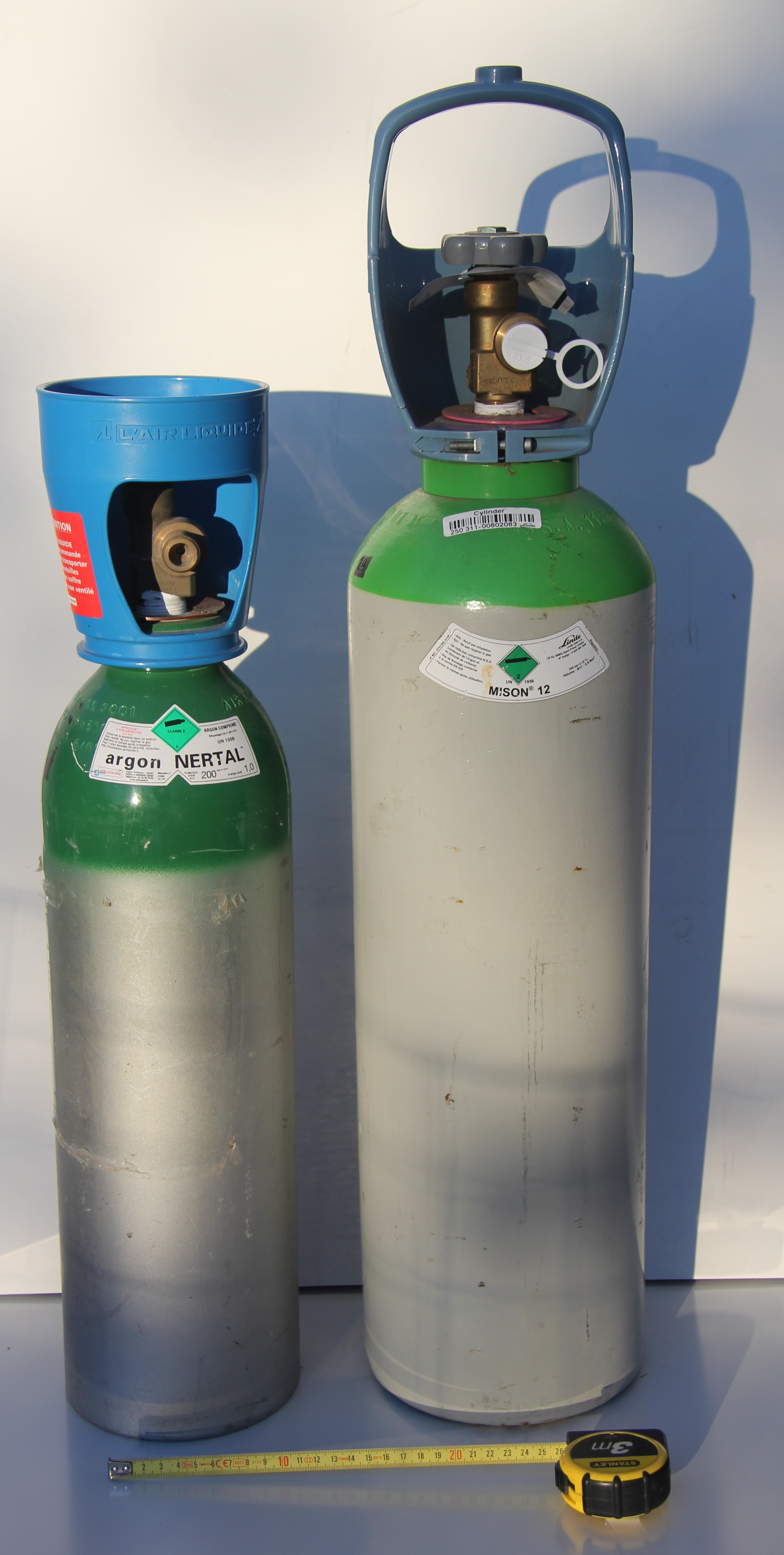
Comparaison entre une bouteille de catégorie S05 (à gauche) et une bouteille de catégorie S11 (à droite).

Les bouteilles ont des contenances bien définies. Elles sont exprimées en litres ou en m3, le tableau ci-dessous indique la correspondance entre contenance de la bouteille en litres d'eau, volume de la bouteille en m3 et sa référence pour les gaz classiques, excepté l'acétylène, qui, pour des raisons de sécurité, est stocké dans un solvant.
| Référence | Capacité en eau (L) | Volume de gaz pour dioxygène, diazote, argon, etc. (m3) | Diamètre de la bouteille (mm) |
| --------- | ------------------- | ------------------------------------------------------- | ----------------------------- |
| S02       | 2,5                 | 0,5                                                     | 118                           |
| S05       | 5                   | 1                                                       | 140                           |
| S11       | 11                  | 2,3                                                     | 180                           |
| M20       | 20                  | 4                                                       | 210                           |
| M50       | 50                  | 10 (voir exemple ci-dessous)                            | 240                           |

### Exemple: calcul
La compression du gaz permet à la bouteille de contenir un volume important de gaz utilisable à la pression ambiante. Par exemple, considérons un gaz parfait tel que l'hélium dont les paramètres d'état sont liés par l'équation :
{\displaystyle PV=nRT}.
Entre la bouteille et sa sortie, s'il n'y a pas de perte, {\displaystyle n} est constant ; si {\displaystyle T} est constant, ({\displaystyle R} étant une constante) on a :
{\displaystyle PV=constante}.
Appelons {\displaystyle P_{1}} et {\displaystyle V_{1}} les paramètres dans la bouteille et {\displaystyle P_{2}} et {\displaystyle V_{2}} les paramètres en sortie. L'équation des gaz parfaits donne :
{\displaystyle P_{1}V_{1}=P_{2}V_{2}}.
Ainsi, si on cherche le volume {\displaystyle V_{2}} de gaz disponible à la pression atmosphérique ({\displaystyle P_{2}=1\,\mathrm {bar} }, le gaz provenant d'une bouteille de contenance {\displaystyle V_{1}=50\,\mathrm {L} } d'eau, avec {\displaystyle P_{1}=200\;\mathrm {bar} }), on obtient :
{\displaystyle V_{2}={\frac {P_{1}\,V_{1}}{P_{2}}}={\frac {200\cdot 50}{1}}=10\;000\;\mathrm {L} }.
La bouteille peut ainsi fournir 10 m3 d'hélium à la pression atmosphérique.

## Bouteille de plongée
Les bouteilles de plongée sont un cas spécial de bouteille à gaz et possèdent leur propre réglementation. Les mélanges de gaz habituellement utilisés sont l'air, le trimix, l'héliox et le nitrox.

## Gaz de pétrole liquéfiés

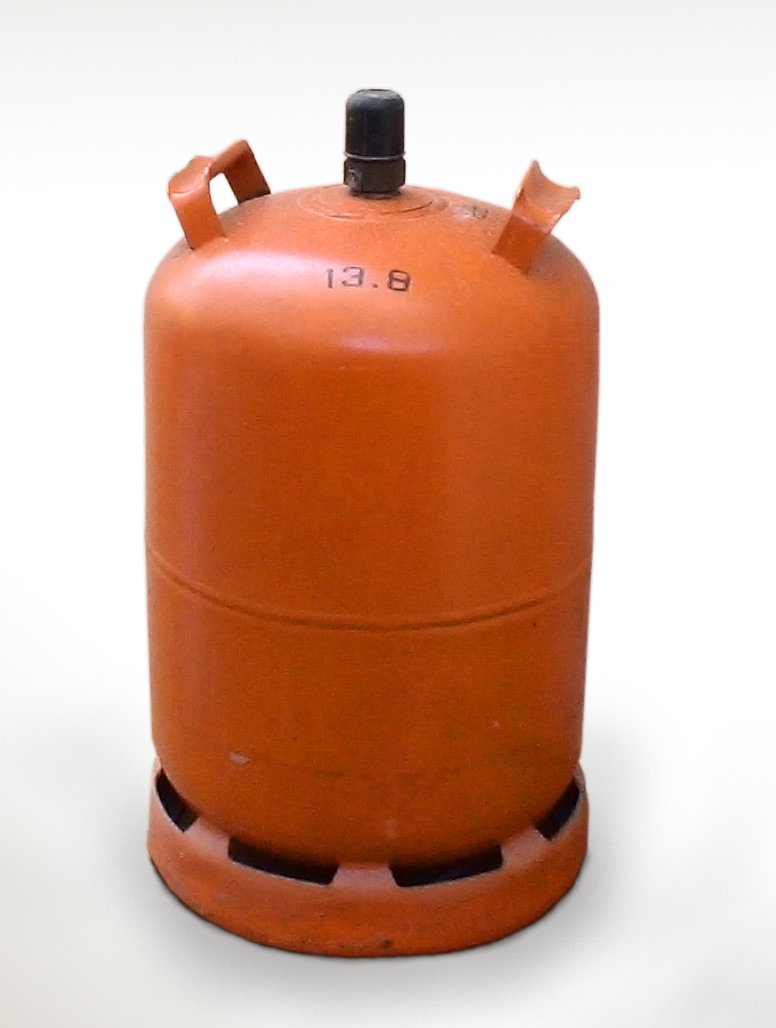
Bouteille de gaz butane.

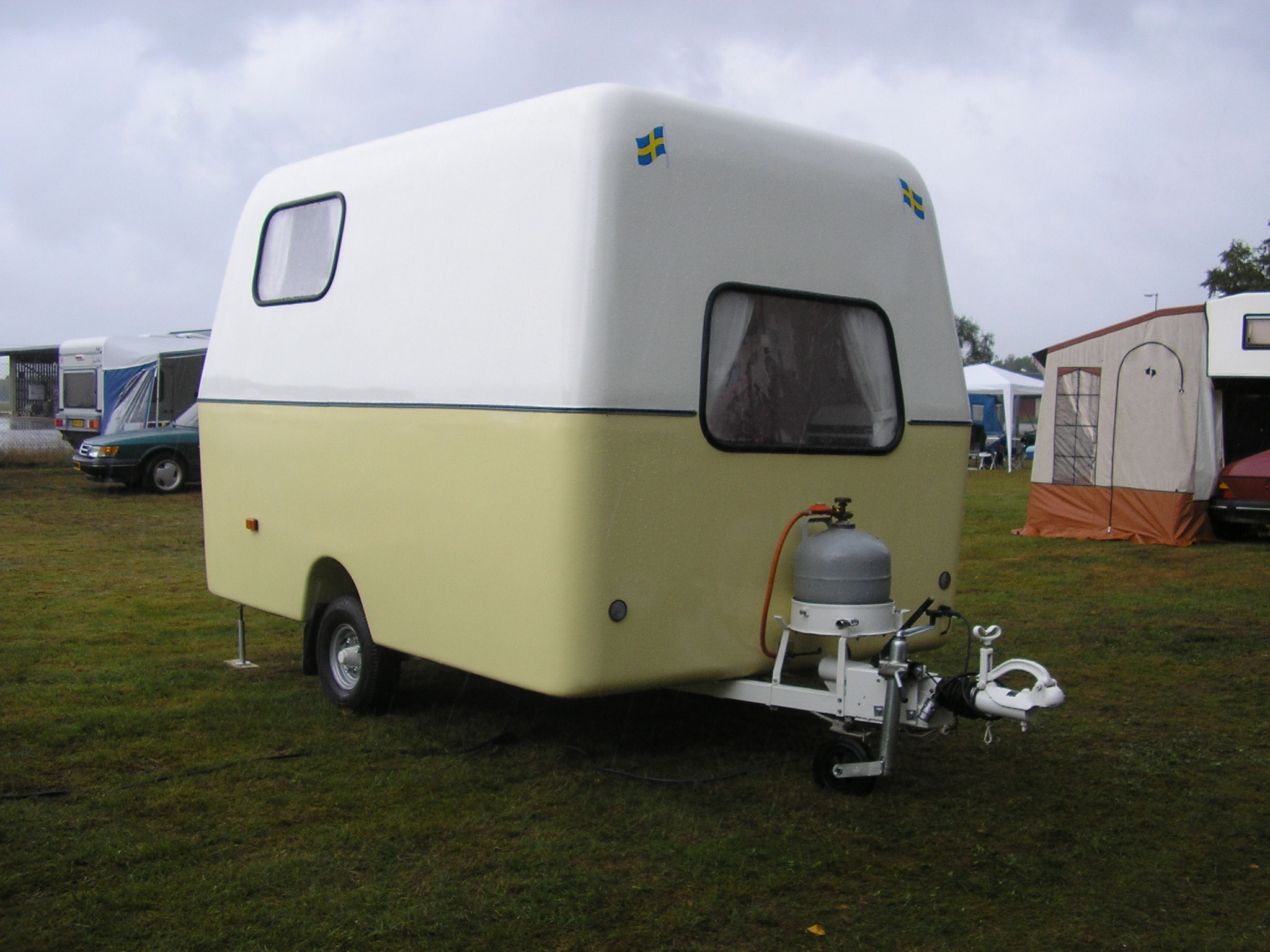
Caravane Saabo et une bonbonne de gaz de pétrole liquéfié fixée à l'extérieur.

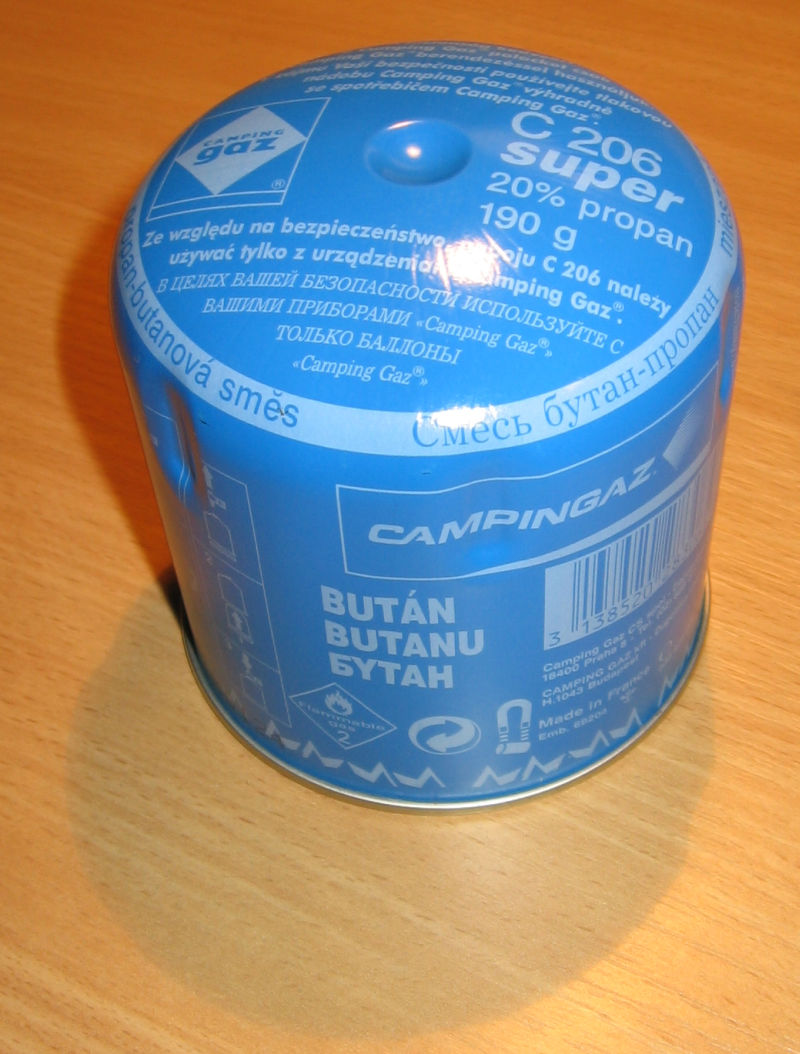
Cartouche de gaz à percer (C206 de Campingaz).

Des sociétés comme Totalgaz, Butagaz, Antargaz, Primagaz, Repsol, Vitogaz, fournissent des bouteilles de gaz de 5 à 13 kg. Les gaz combustibles contenus sont les suivants :
- le propane (C3H8), fabriqué à partir du résidu gazeux de raffinage de l'essence ;
- le butane (C4H10), fabriqué à partir du résidu gazeux de raffinage du gazole et d'essence ;
- le gaz de pétrole liquéfié domestique (GPL) est constitué d'un mélange de 55 % de butane et 45 % de propane (ce mélange peut varier selon les régions). Il n'est pas stocké dans une bouteille, mais dans un réservoir. Le remplissage s'effectue dans les stations-service distribuant du GPL.

Dans le cas des installations en poste simple, une seule bouteille de gaz (munie d’un détendeur) est reliée à l’appareil qui utilise son gaz par le biais d’un tuyau souple avec une date limite d’utilisation ou d’un tuyau souple inox onduleux qui ne souffre pas d’une date limite d’utilisation[source insuffisante].
Dans le cas des installations en poste multiple, les bouteilles de gaz sont raccordées par un flexible de raccordement à un coupleur/inverseur, qui sert de première détente et permet d’alimenter en continu en gaz l’installation. Le coupleur/inverseur est souvent situé à l’intérieur du local et les canalisations de gaz sont souvent en cuivre. Un limiteur de pression est installé sur le tuyau menant le gaz du coupleur/inverseur aux équipements utilisateurs du gaz. Un détendeur peut être installé soit juste après le coupleur/inverseur, soit juste avant les appareils d’utilisation du gaz. Des points d’entrée d’air en partie basse de la pièce et en partie haute sont obligatoires. 
Les très petites bouteilles de gaz sont plus communément appelées cartouches de gaz. Produites par des compagnies comme Campingaz, Coleman Company ou Primus, elles sont plutôt destinées aux campeurs, au bricolage ou à des éclairages d'appoint.
Mais il ne faut pas oublier que le butane et le propane sont plus denses que l'air : par sécurité, les bouteilles de butane, propane et les réservoirs de GPL, de quelques tailles qu'ils soient, ne doivent donc jamais être stockés dans des locaux en point bas, comme des sous-sols, ne permettant pas l'évacuation à l'air libre des fuites éventuelles.
Tandis que la température de vaporisation du propane est de −42 °C, pour le butane, elle est voisine de 0 °C, donc une bouteille de butane à −10 °C ne produit plus du tout de gaz (il faut en tenir compte et ne pas choisir un emplacement à l'extérieur pour les bouteilles en service dans les régions où les hivers sont froids).